# Gochnatia velutina
Gochnatia velutina là một loài thực vật có hoa trong họ Cúc. Loài này được (Bong.) Cabrera mô tả khoa học đầu tiên năm 1950.